# Доні Богичевці
Доні Богичевці (хорв. Donji Bogićevci) — населений пункт у Хорватії, у Бродсько-Посавській жупанії у складі громади Драгалич.

## Населення
Населення за даними перепису 2011 року становило 84 осіб.
Динаміка чисельності населення поселення:

## Клімат
Середня річна температура становить 11,35 °C, середня максимальна – 26,06 °C, а середня мінімальна – -5,76 °C. Середня річна кількість опадів – 917 мм.
| Клімат поселення                              | Клімат поселення | Клімат поселення | Клімат поселення | Клімат поселення | Клімат поселення | Клімат поселення | Клімат поселення | Клімат поселення | Клімат поселення | Клімат поселення | Клімат поселення | Клімат поселення | Клімат поселення |
| Показник                                      | Січ.             | Лют.             | Бер.             | Квіт.            | Трав.            | Черв.            | Лип.             | Серп.            | Вер.             | Жовт.            | Лист.            | Груд.            |                  |
| Середній максимум, °C                         | 6,99             | 9,00             | 13,34            | 17,97            | 22,88            | 26,06            | 25,23            | 24,45            | 20,74            | 15,65            | 10,04            | 5,84             |                  |
| Середня температура, °C                       | 0,62             | 2,60             | 6,98             | 11,60            | 16,52            | 19,67            | 21,27            | 20,50            | 16,78            | 11,70            | 6,10             | 1,90             |                  |
| Середній мінімум, °C                          | −5,76            | −3,75            | 0,60             | 5,23             | 10,14            | 13,29            | 17,33            | 16,56            | 12,84            | 7,75             | 2,14             | −2,06            |                  |
| Норма опадів, мм                              | 58               | 53               | 63               | 78               | 83               | 100              | 85               | 85               | 74               | 81               | 86               | 71               |                  |
| Середньомісячна швидкість вітру, м/с          | 1.60             | 1.87             | 2.20             | 2.10             | 1.95             | 1.80             | 1.77             | 1.60             | 1.60             | 1.60             | 1.60             | 1.69             |                  |
| Середньомісячна сонячна радіація, кДж/м²·день | 4342             | 7163             | 11018            | 15378            | 19566            | 21717            | 22706            | 20145            | 14965            | 9232             | 4901             | 3598             |                  |
| --------------------------------------------- | ---------------- | ---------------- | ---------------- | ---------------- | ---------------- | ---------------- | ---------------- | ---------------- | ---------------- | ---------------- | ---------------- | ---------------- | ---------------- |
| Джерело:                                      |                  |                  |                  |                  |                  |                  |                  |                  |                  |                  |                  |                  |                  |